# Long Live Love (chanson d'Olivia Newton-John)
Pour les articles homonymes, voir Long Live Love.
Chansons représentant le Royaume-Uni au Concours Eurovision de la chanson
Power to All Our Friends
(1973) Let Me Be the One
(1975)
Long Live Love est la chanson de la chanteuse britannique Olivia Newton-John qui représente le Royaume-Uni au Concours Eurovision de la chanson 1974 à Brighton, au Royaume-Uni.

## Eurovision 1974
La chanson est présentée en 1974 à la suite d'une sélection interne.
Elle participe directement à la finale du Concours Eurovision de la chanson 1974, le 6 avril 1974, et termine à la 4ème place, avec 14 points.